# Blackwell-Girshick-Gleichung
Die Blackwell-Girshick-Gleichung ist eine Gleichung in der Stochastik, mit der sich die Varianz von zufälligen Summen von Zufallsvariablen berechnen lässt.
Sie ist nach David Blackwell und Abe Girshick benannt.

## Aussage
Ist {\displaystyle N} eine Zufallsvariable mit Werten in {\displaystyle \mathbb {N} _{0}} und sind {\displaystyle (X_{i})_{i\in \mathbb {N} }} unabhängig und identisch verteilte Zufallsvariablen, die auch von {\displaystyle N} unabhängig sind, und existiert für alle {\displaystyle X_{i}} und {\displaystyle N} das zweite Moment, dann besitzt die zufällige Summe {\displaystyle Y:=\sum _{i=1}^{N}X_{i}} die durch
{\displaystyle Y(\omega ):=\sum _{i=1}^{N(\omega )}X_{i}(\omega )}
definiert ist, die Varianz
{\displaystyle \operatorname {Var} (Y)=\operatorname {Var} (N)(\operatorname {E} (X_{1}))^{2}+\operatorname {E} (N)\operatorname {Var} (X_{1})}.
Die Blackwell-Girshick-Gleichung lässt sich mit Hilfe der bedingten Varianz und der Varianzzerlegung herleiten.
Sind die {\displaystyle X_{i}} auch Zufallsvariablen auf {\displaystyle \mathbb {N} }, so kann die Herleitung schon elementar mittels der Kettenregel und der wahrscheinlichkeitserzeugenden Funktion erfolgen.

## Beispiel
Sei {\displaystyle N} Poisson-verteilt zum Erwartungswert {\displaystyle \lambda } und die {\displaystyle X_{i}} Bernoulli-verteilt zum Parameter {\displaystyle p}. Dann ist
{\displaystyle \operatorname {Var} (Y)=\lambda p^{2}+\lambda p(1-p)=\lambda p}.

## Verwendung und verwandte Konzepte
Die Blackwell-Girshick-Gleichung wird in der Schadensversicherungsmathematik verwendet, um die Varianz zusammengesetzter Verteilungen wie zum Beispiel der zusammengesetzten Poisson-Verteilung zu berechnen. Ähnliche Aussagen über den Erwartungswert von zusammengesetzten Verteilungen liefert die Formel von Wald.